# Aljoša Ternovšek
Aljoša Ternovšek, slovenski igralec, * 1972, Maribor.
V srednji šoli je bil član dramske skupine RUSLI. Leta 1994 je igral naslovno vlogo v filmu Tantadruj. Na AGRFT je diplomiral leta 1995. Pozneje se je zaposlil v Mestnem gledališču ljubljanskem in tam odigral kar nekaj prepoznavnih vlog. V sezoni 2004/05 je postal član Mestnega gledališča Ptuj. TV-gledalci ga poznajo kot Dušana Vaupotiča - Duleta iz oddaje Tistega lepega popoldneva. O istoimenskem junaku je bil leta 2002 posnet film z naslovom Kleščar. Skupaj z Janezom Škofom pa je vodil tudi EMO 2006. Sicer je Aljoša tudi sin igralca Petra Ternovška, dobitnika Borštnikovega prstana za leto 2006. Na Planet TV je vodil oddajo Kdo bo koga. Od leta 2015 dalje vodi kviz VEM.

## Delo

### Gledališče

#### Vloge v Mestnem gledališču ljubljanskem
- Smrt trgovskega potnika (Bernard, režija: Žarko Petan)
- Ognjeni obraz (Paul, režija: Samo M. Strelec)
- Na čigavi strani (Poročnik David Wills, režija: Boris Kobal)
- Dvanajst jeznih mož (5. porotnik, režija: Matjaž Zupančič)
- Svetniki (Brat Olf, novic, režija: Jaka Ivanc)
- Kar hočete  (Sebastian, režija: Slobodan Unkovski)
- Julij Cezar (Kaska, Decij, Lucij, Titinij, Lucilij, Klit, režija: Dušan Jovanović)
- Equus (Alan Strang, režija: Tomi Janežič)
- Murlin Murlo (Aleksej, režija: Matjaž Latin)
- Fortinbras je pijan (režija: Zijah A. Sokolović)
- Namišljeni bolnik (režija: Zlatko Bourek)

#### Vloge v Mestnem gledališču Ptuj
- Kalisto 7 (Juem, režija: Dejan Sarič)
- Bdenje (Kemp, režija: Matjaž Latin)
- Tukaj (Phil, režija: Ivana Djilas)
- Micka (Glažek, režija: Rene Maurin)
- Kokolorek (Kokolorek, režija: Matjaž Latin)
- Vohljač (režija: Matjaž Latin)
- Igra za dve osebi (Felice, režija: Rene Maurin)

#### Druge vloge
- Mišolovka (Špas teater, Christopher Wren, režija: Vito Taufer)
- Predtem/Potem (Stara elektrarna, produkcija: E.P.I. CENTER, več vlog, režija: Sebastijan Horvat)
- monodrama Kleščar (produkcija: Dramsko društvo MUKI, Dušan Vaupotič - Dule, režija: Matjaž Latin)
- Prepisani (Produkcija Vest, Idriz Fekali, režija Klemen Dvornik)

### Film
- Tantadruj (Tantadruj, režija: Tugo Štiglic)
- Kleščar (Dušan Vaupotič - Dule, režija: Matjaž Latin)
- Peter in Petra (režija: Arko)
- Nikoli nisem bil v Benetkah, rezija Blaž Kutin, 2008